# Patscher Alm (Patsch)
Die Patscher Alm ist eine Alm in der Gemeinde Patsch in Tirol.
Sie liegt am Westhang des Patscherkofels in einer Höhe von 1694 m ü. A., rund 300 m südlich der Mittelstation der neuen Patscherkofelbahn.
Die Almhütte wurde 1912 errichtet. Das eingeschoßige Gebäude mit ausgebautem Dachgeschoß und Satteldach ist über einem Natursteinfundament in Ständerbauweise aufgeführt, die Fassaden sind mit Holzschindeln verkleidet. Nördlich davon steht ein zur selben Zeit erbautes Wirtschaftsgebäude, das in kombinierter Holzbauweise über einem langgestreckten Grundriss errichtet wurde. Die Almhütte ist ganzjährig bewirtschaftet und ein beliebtes Ziel von Wanderern, Mountainbikern und Schifahrern.